# Трети планински артилерийски полк
Трети планински артилерийски полк е български планински артилерийски полк, формиран през 1899 година и взел участие в Балканската (1912 – 1913), Междусъюзническата (1913) и Първата световна война (1915 – 1918).

## Формиране
Полкът е формиран на 18 февруари 1899 г. в Пловдив, под името Трето планинско артилерийско отделение и влиза в състава на Планински артилерийски полк. На 1 януари 1911 г. е реорганизирано в полк и преименуван на Трети планински артилерийски полк. Изпратен е на гарнизон в Станимака. Полкът се състои от щаб, три батареи и парков взвод.

### Балкански войни (1912 – 1913)
По време на Балканската война (1912 – 1913) е част от състава на 8-а пехотна тунджанска дивизия, а по-късно е придаден към Родопския отряд.
При намесата на България във войната полкът разполага със следния числен състав, добитък, обоз и въоръжение:
| Числен състав                                                   | Добитък                                                             | Обоз                                         | Въоръжение                                                                             |
| --------------------------------------------------------------- | ------------------------------------------------------------------- | -------------------------------------------- | -------------------------------------------------------------------------------------- |
| Батареи: 10 Офицери: 34 Чиновници: 2 Подофицери и войници: 3486 | Яздитни коне: 574 Впрегатни коне: 28 Товарни коне: 2170 Волове: 160 | Конски коли: 11 Волски коли: 70 Самари: 2170 | Пушки и карабини: 348 Саби: 133 Планински с.с. оръдия: 28 Планински не с.с. оръдия: 18 |

Взема участие и в Първата световна война (1915 – 1918). След края на войната, през 1918 г. е разформиран.

## Наименования
През годините полкът носи различни имена според претърпените реорганизации:
- Трето планинско артилерийско отделение (18 февруари 1899 – 1 януари 1911)
- Трети планински артилерийски полк (1 януари 1911 – 1918)

## Командири
Званията са към датата на заемане на длъжността.
| № | звание    | име                  | дати             |
| - | --------- | -------------------- | ---------------- |
|   | Полковник | Петър Георгиев       | Балканска война  |
|   | Полковник | Константин Венедиков | от 1 януари 1915 |